# 专有服务器
專有伺服器，又稱專屬主機、實體主機，主要是主機商將該一台主機的最高管理員權限交給客戶，由客戶自行維護所有事務，包括安全性、電子郵件服務、網站服務、軟件設定、硬件設定等等。管理專屬主機通常需要有經驗的系統管理員擔任。主要優勢在無須與其他客戶爭奪主機資源，但成本較貴。

## 作業系統
專有伺服器常用的作業系統有：
- Windows
  - Windows Server
- Linux
  - Debian
  - Ubuntu
  - RHEL
  - CentOS
  - SUSE Linux Enterprise
  - OpenSUSE
  - 其他
- BSD
  - FreeBSD
  - OpenBSD
  - 其他

## 廠商
研發製造伺服器、資料中心的廠商有英業達、富士康、華碩、緯創、廣達、美超微電腦、戴爾、聯想、HPE等。

## 限制
成人內容和盜版內容通常會因為主機供應商避免法律上的糾紛而被禁止。